# Денисов Володимир Наумович
Володи́мир Нау́мович Дени́сов (25 грудня 1937, Київ — 14 вересня 2023, там само) — український правознавець, доктор юридичних наук з 1981, професор з 1986, член-кореспондент Академії правових наук України (з 1996), заслужений діяч науки і техніки України (1999). Завідувач відділу міжнародного права та порівняльного правознавства Інститут держави і права імені В. М. Корецького НАН України (раніше цю посаду займав академік АН УРСР Корецький Володимир Михайлович, вчитель В. Н. Денисова).
Член президії Української асоціації міжнародного права з 1992 р., член Союзу юристів України з 1993 р., академік Української Академії Політичних Наук з 1993 р., іноземний член Російської асоціації міжнародного права з 1992 р.

## Біографічні відомості
Народився в родині службовців. Батько — Денисов Наум Савелійович, мати — Наталія Олексіївна, сестра Валентина. Одружений, має доньку. В червні 1941 р. разом з матір'ю та сестрою евакуювався в м. Саратов, а потім в м. Бугуруслан, Оренбурзької області, де перебував до серпня 1944 p., коли повернувся до Києва. Середню освіту здобув у Київській школі № 25 у 1956. Вищу освіту отримав на юридичному факультеті Київського державного університету ім. Тараса Шевченка, який закінчив у 1961. З 1962 по 1964 працював науковим співробітником-консультантом науково-організаційного відділу Президії АН УРСР. З 1964 — в Інституті держави і права імені В. М. Корецького НАН України: аспірант, молодший науковий співробітник, вчений секретар, старший науковий співробітник. З грудня 1966 р. по травень 1970 р. працював молодшим науковим співробітником у відділі міжнародного права та порівняльного правознавства Інституту держави і права АН УРСР, де займався дослідженням проблем конституційного розвитку країн, що розвиваються, а з 1984 — завідувач відділу міжнародного права та порівняльного правознавства. У 1967 захистив кандидатську дисертацію «Становлення та розвиток державно-правових інститутів Об'єднаної Республіки Танзанія». Продовжуючи займатися дослідженням правових систем країн, що звільнилися від колоніальної залежності він підготував і в 1981 успішно захистив докторську дисертацію «Правові системи країн Тропічної Африки, що звільнилися від Британської колоніальної залежності (Історико-теоретичне дослідження)». Наукову діяльність В. Н. Денисов поєднує з викладацькою: з 1989 по 2003 він викладав міжнародне право в Інституті міжнародних відносин Київського університету, читає лекції в Академії Служби безпеки України, а з 2009 також завідувач кафедри міжнародного права та порівняльного правознавства Київський університет права НАН України. Він був членом делегації України на трьох сесіях Дипломатичної конференції з розвитку міжнародного гуманітарного права, що застосовується у період збройних конфліктів (м. Женева: 1974, 1975, 1977). У 1975—1976 займався дослідницькою роботою у Центрі прав людини ООН (м. Женева) й у Школі східних та африканських досліджень Лондонського університету. У 1978 як представник Української РСР брав участь у семінарі ООН з питань національних та місцевих установ, що займаються правами людини (м. Женева). У 2004 та 2005 у складі делегації України брав участь в роботі Спеціальної комісії щодо юрисдикції визнання та забезпечення іноземних судових рішень з цивільних та комерційних справах Гаазької конференції з міжнародного приватного права та в остаточному прийнятті і підписанні на цій Конференції відповідної Гаазької конвенції (м. Гаага), а у 2004 — у ХХІІІ сесії Комісії зі збереження морських живих ресурсів Антарктики (м. Гобарт, Австралія).

## Нагороди
Премія ім. М. П. Василенка (1992) присуджена НАН України за цикл робіт «Міжнародне право і світовий порядок: пошук моделей правового розвитку». У 2004 став лауреатом Державної премії України за участь у підготовці багатотомної Юридичної енциклопедії, а в 2005 — премії імені Ярослава Мудрого за участь у підготовці 10-томної «Антології української юридичної думки», а саме за підготовку її 8-го тому «Міжнародне право». З 1999 В. Н. Денисов — віце-президент Української асоціації міжнародного права. Указом Президента України від 4.10.2007 В. Н. Денисов був нагороджений орденом «За заслуги» III ступеня.

## Погляди
В. Н. Денисов є учнем юриста-міжнародника, спеціаліста в галузі міжнародного приватного права та загальної історії держави та права, академіка АН УРСР Володимира Михайловича Корецького. Очолюваний ним відділ на сьогодні є провідним осередком досліджень в галузі міжнародного права та порівняльного правознавства в Україні. В. Н. Денисов досліджує питання теорії та історії міжнародного права, права міжнародної безпеки, міжнародного гуманітарного права та порівняльного правознавства і є автором близько 250 наукових праць. Як компаративіст В. Н. Денисов займався перш за все розробками теоретичних проблем порівняльного правознавства, класичних західних правових систем та їх трансформації в країнах, що визволилися від колоніальної залежності. Він був першим в колишньому Радянському Союзі вченим, що почав досліджувати правові системи країн, що розвиваються, оскільки до цього радянська наука порівняльного правознавства більше концентрувала свою увагу на дослідженні інститутів держави, ніж інститутів права. У своїй опублікованій ще в 1978 р. монографії «Системи права країн, що розвиваються» він, на прикладі країн Африки — колишніх колоній Великої Британії, вперше у вітчизняній юридичній науці дослідив не тільки форму і зміст правових систем зазначених країн в процесі їх розвитку, але й обґрунтував ряд методологічних проблем, пов'язаних із розглядом правових систем сучасності, основу яких становить правове закріплення відповідних форм власності. У 1981 ця праця була перекладена на німецьку мову і видана в Берліні. Як міжнародник В. Н. Денисов велику увагу присвятив дослідженню міжнародно-правових аспектів роззброєння в ракетно-ядерну еру. У 1990 році він підготував ґрунтовну працю, в якій проаналізував ідеї Гуго Гроція про світовий порядок під кутом зору їхнього розвитку в сучасну епоху, яка характеризується все більшим усвідомленням народами необхідності гуманізації міжнародних відносин з метою запобігання війнам та розв'язання інших глобальних проблем сучасності.

## Основні праці
- Об'єднана Республіка Танзанія (1969);
- До критики буржуазних концепцій порівняльного правознавства (1974);
- Системи права країн, що розвиваються. Становлення та розвиток національних систем права країн Африки, що звільнилися від британського колоніалізму (1979, 1984 видана у Німеччині);
- Поважання прав людини у період збройних конфліктів (1987);
- Правові аспекти роззброєння у ракетно-ядерну еру (1990);
- Гуго Гроцій про світовий порядок і сучасність (1990);
- Розвиток теорії і практики взаємодії міжнародного права і внутрішнього права (1992);
- Проблеми створення публічного порядку у зовнішній діяльності України (1995);
- Колізійні питання застосування міжнародного права у внутрішньому праві (1996);
- Статус міжнародних договорів в Конституції України (1997);
- Організація Об'єднаних Націй як гарант підтримання міжнародного миру та безпеки (2006);
- Ефективність міжнародного права у правовому механізмі внутрішньополітичної діяльності держав // Антологія Української юридичної думки. — К. : Юридична книга, 2005. — Т.10. — С. 813—827.
- Взаємодія міжнародного права з внутрішнім правом України / за ред. В. Н. Денисова. — К.: Юстініан, 2006. — 627 с.
- Организация Объединенных Наций как гарант поддержания мира и безопасности / В. Н. Денисов // Международное право XXI века: к 80-летию профессора, доктора юридических наук, лауреата Государственной премии Российской Федерации, Заслуженного деятеля науки Российской Федерации Игоря Ивановича Лукашука / под. ред. проф. В. Г. Буткевича . — К. : Промені, 2006. — С. 437—470.
- Світовий правопорядок у сфері підтримання миру і безпеки: до 60-річчя ООН / В. Н. Денисов // Правова держава: щоріч. наук. пр. — К. : Ін-т держави і права ім. В. М. Корецького НАН України, 2006. — Вип. 17. — С. 295—303.
- Розвиток правових засад та механізмів верховенства міжнародного права у внутрішньому праві України // Взаємодія міжнародного права з внутрішнім правом України / за ред. В. Н. Денисова. . — К. : Юстініан, 2006. — Роз. І. — С. 12-39.
- Право Європейського Союзу та правопорядок України / В. Н. Денисов // Взаємодія міжнародного права з внутрішнім правом України / за ред. В. Н. Денисова. . — К. : Юстініан, 2006. — Роз. VIII, § 1. — С. 540—550.
- Видатні компаративісти / В. Н. Денисов //. — Енциклопедія порівняльного правознавства. — К. :, 2007. — Вип. 4. — С. 58-64.
- Олександр Федорович Висоцький (1921—2007) / В. Н. Денисов. — Часопис Київського університету права — 2007. — № 3. — С. 207—209.
- Володимир Михайлович Корецький у літописі юридичної науки України / В. Н. Денисов // Право України. — № 11. — 2008. — С. 131—136.
- Олександр Федорович Висоцький (1921—2007) / В. Н. Денисов // Правова держава: щоріч. наук. пр. — К. : Ін-т держави і права ім. В. М. Корецького НАН України, 2008. — Вип. 19.
- К критике буржуазных концепций сравнительного правоведения / В. Н. Денисов // Порівняльне правознавство. Антологія української компаративістики, XIX — XX століття. — К. : Логос, 2008. — С. 237—274.
- Методологічні засади природно-історичної школи В. М. Корецького / В. Н. Денисов // Юридична наука: сучасний стан та перспективи розвитку: матеріали Міжнар. наук. конф., : до 60-ти річчя Інституту держави і права ім.. В. М. Корецького НАН України, 1945—2009 р. 13 травня 2009 р. — К. : Ін-т держави і права ім.. В. М. Корецького НАН України, 2009. — С..
- Международно-правовые концепции взаимодействия международного права с внутренним правом государств / В. Н. Денисов, А. Я. Мельник // Влияние международного права на национальное законодательство. — М.. : Институт законодательства Совета Министров Российской Федерации, 2009.

За участю Денисова В. Н. видано праці:
- «Вибрані твори» В. М. Корецького (т.1-2, 1989; голова редколегії та автор нарису про вченого),
- Злочини нацистів на Україні. 1941—1944. Збірник документів (1989, відповідальний редактор та автор вступної статті; англійською мовою),
- Правова охорона культурних цінностей. Збірник міжнародних документів (К., 1997, упорядник).
- Енциклопедія міжнародного права у 3 томах (2014, 2017, 2019 р., співголова редколегії).

Співавтор підручника «Права людини» (1997).